# Произведение графов
Произведение графов — это бинарная операция на графах.  Конкретнее, это операция, которая двум графам G1 и G2 сопоставляет граф H со следующими свойствами:
- Множество вершин графа H — это прямое произведение V(G1) × V(G2), где V(G1) и V(G2) являются множествами вершин G1 и G2 соответственно.
- Две вершины (u1, u2) и (v1, v2) графа H соединены ребром тогда и только тогда, когда вершины u1, u2, v1, v2 удовлетворяют определённым условиям, соответствующим типу произведения (смотрите ниже).

## Виды произведений
Следующая таблица показывает наиболее употребительные произведения графов. В таблице {\displaystyle \sim } означает «соединены ребром» и {\displaystyle \not \sim } означает «не соединены ребром».  Символы операций, приведённые ниже, не всегда означают стандарт, особенно в ранних работах.
| Название                                                                          | Условие для ({\displaystyle u_{1}}, {\displaystyle u_{2}}) ∼ ({\displaystyle v_{1}}, {\displaystyle v_{2}}). | Размеры | Пример     |
| --------------------------------------------------------------------------------- | --- | --- | ---------- |
| Декартово произведение {\displaystyle G\square H}                                 | ( {\displaystyle u_{1}} = {\displaystyle v_{1}} и {\displaystyle u_{2}} {\displaystyle \sim } {\displaystyle v_{2}} ) или ( {\displaystyle u_{1}} {\displaystyle \sim } {\displaystyle v_{1}} и {\displaystyle u_{2}} = {\displaystyle v_{2}} ) | {\displaystyle G_{V_{1},E_{1}}\square H_{V_{2},E_{2}}\rightarrow J_{(V_{1}V_{2}),(E_{2}V_{1}+E_{1}V_{2})}}               |            |
| Тензорное произведение (Категорийное произведение) {\displaystyle G\times H}      | {\displaystyle u_{1}} {\displaystyle \sim } {\displaystyle v_{1}} и {\displaystyle u_{2}} {\displaystyle \sim } {\displaystyle v_{2}} | {\displaystyle G_{V_{1},E_{1}}\times H_{V_{2},E_{2}}\rightarrow J_{(V_{1}V_{2}),(2E_{1}E_{2})}}                          |            |
| Лексикографическое произведение {\displaystyle G\cdot H} или {\displaystyle G[H]} | u1 ∼ v1 или ( u1 = v1 и u2 ∼ v2 ) | {\displaystyle G_{V_{1},E_{1}}\cdot H_{V_{2},E_{2}}\rightarrow J_{(V_{1}V_{2}),(E_{2}V_{1}+E_{1}V_{2}^{2})}}             |            |
| Сильное произведение (Нормальное произведение) {\displaystyle G\boxtimes H}       | ( u1 = v1 и u2 ∼ v2 ) или ( u1 ∼ v1 и u2 = v2 ) или ( u1 ∼ v1 и u2 ∼ v2 ) | {\displaystyle G_{V_{1},E_{1}}\boxtimes H_{V_{2},E_{2}}\rightarrow J_{(V_{1}V_{2}),(V_{1}E_{2}+V_{2}E_{1}+2E_{1}E_{2})}} |            |
| Конормальное произведение графов (Дизъюнктное произведение) {\displaystyle G*H}   | u1 ∼ v1 или u2 ∼ v2 | |            |
| Модулярное произведение                                                           | {\displaystyle (u_{1}\sim v_{1}} и {\displaystyle u_{2}\sim v_{2})} или {\displaystyle (u_{1}\not \sim v_{1}} и {\displaystyle u_{2}\not \sim v_{2})}                                                                                           | |            |
| Корневое произведение                                                             | см. статью | {\displaystyle G_{V_{1},E_{1}}\cdot H_{V_{2},E_{2}}\rightarrow J_{(V_{1}V_{2}),(E_{2}V_{1}+E_{1})}}                      |            |
| Произведение Кронекера                                                            | см. статью | см. статью | см. статью |
| Зигзаг-произведение                                                               | см. статью | см. статью | см. статью |
| Заменяющее произведение                                                           | | |            |
| Гомоморфное произведение {\displaystyle G\ltimes H}                               | {\displaystyle (u_{1}=v_{1})} или {\displaystyle (u_{1}\sim v_{1}} и {\displaystyle u_{2}\not \sim v_{2})} | |            |

В общем случае произведение графов определяется любым условием для (u1, u2) ∼ (v1, v2), которое может быть выражено в терминах утверждений  u1 ∼ v1, u2 ∼ v2, u1 = v1 и u2 = v2.

## Мнемоника
Пусть {\displaystyle K_{2}} — полный граф с двумя вершинами (т.е. единственное ребро). Произведения графов {\displaystyle K_{2}\square K_{2}}, {\displaystyle K_{2}\times K_{2}}, и {\displaystyle K_{2}\boxtimes K_{2}} выглядят в точности как знак операции умножения.  Например, {\displaystyle K_{2}\square K_{2}} является циклом длины 4 (квадрат), а {\displaystyle K_{2}\boxtimes K_{2}} является полным графом с четырьмя вершинами. Нотация {\displaystyle G[H]} для лексикографического произведения напоминает, что произведение не коммутативно.